# Seznam medailistů na mistrovství světa – koule
Vrh koulí patří do programu mistrovství světa od prvního ročníku v roce 1983.

## Rekordmani mistrovství světa v atletice

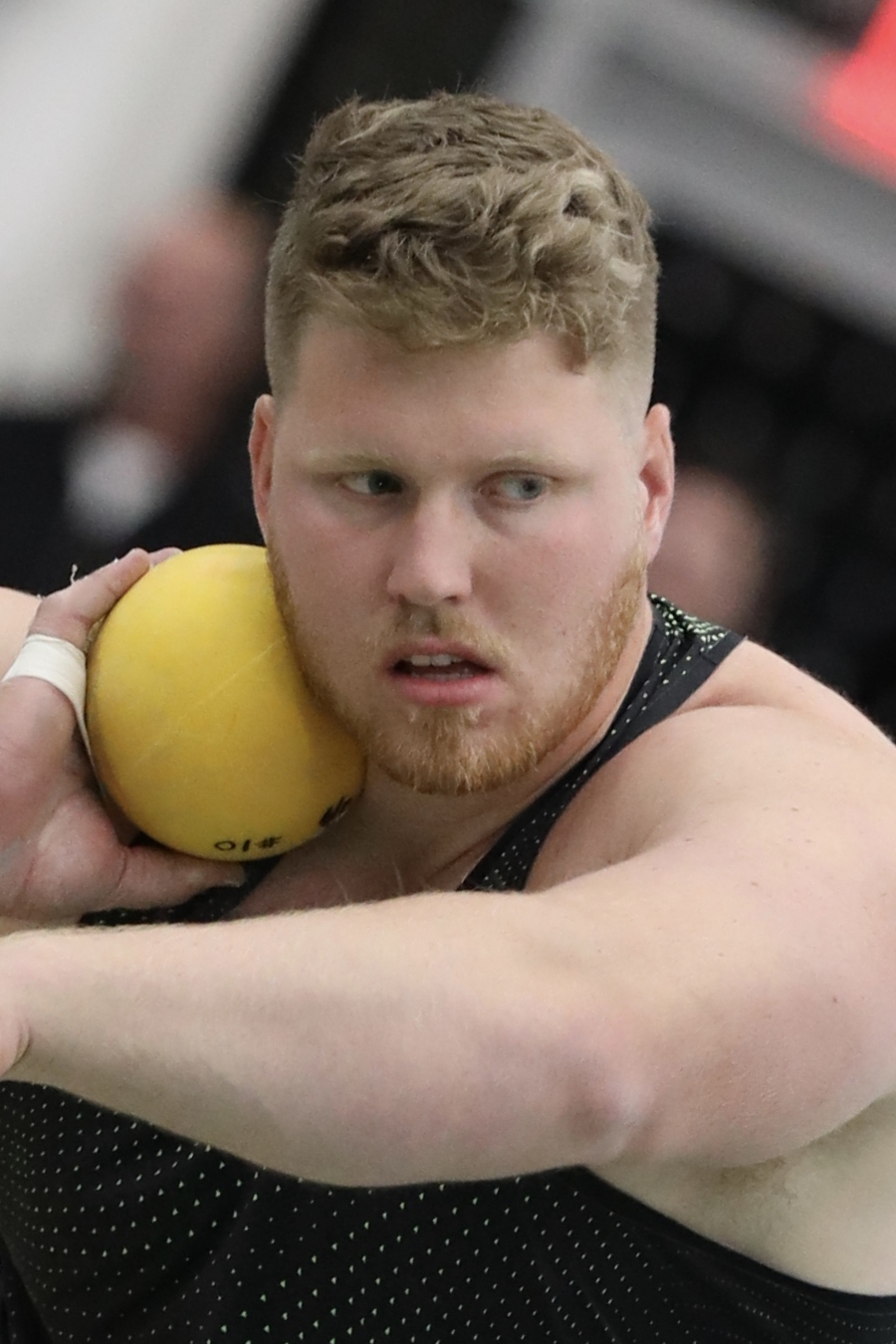
Muži -  Ryan Crouser
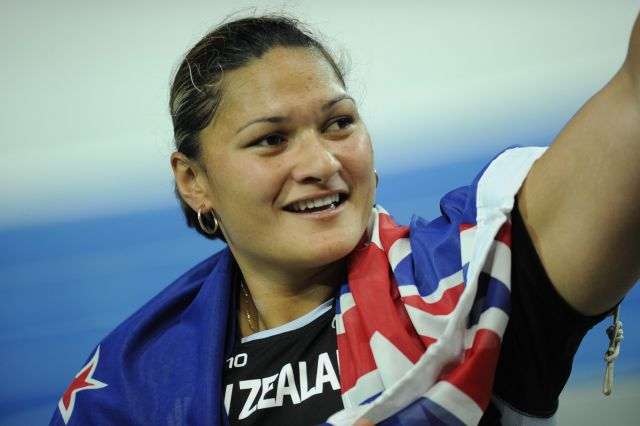
Ženy -  Valerie Adamsová

### Muži
| Rok     | Místo     | Zlato              | Výkon vítěze | Stříbro           | Bronz              |
| ------- | --------- | ------------------ | ------------ | ----------------- | ------------------ |
| MS 1983 | Helsinky  | Edward Sarul       | 21,39        | Ulf Timmermann    | Remigius Machura   |
| MS 1987 | Řím       | Werner Günthör     | 22,23        | Alessandro Andrei | John Brenner       |
| MS 1991 | Tokio     | Werner Günthör     | 21,67        | Lars Arvid Nilsen | Oleksandr Klymenko |
| MS 1993 | Stuttgart | Werner Günthör     | 21,97        | Randy Barnes      | Oleksandr Bahač    |
| MS 1995 | Göteborg  | John Godina        | 21,47        | Mika Halvari      | Randy Barnes       |
| MS 1997 | Athény    | John Godina        | 21,44        | Oliver-Sven Buder | C.J. Hunter        |
| MS 1999 | Sevilla   | C.J. Hunter        | 21,79        | Oliver-Sven Buder | Oleksandr Bahač    |
| MS 2001 | Edmonton  | John Godina        | 21,87        | Adam Nelson       | Arsi Harju         |
| MS 2003 | Paříž     | Andrej Michněvič   | 21,69        | Adam Nelson       | Jurij Bilonoh      |
| MS 2005 | Helsinky  | Adam Nelson        | 21,73        | Rutger Smith      | Ralf Bartels       |
| MS 2007 | Ósaka     | Reese Hoffa        | 22,04        | Adam Nelson       | Andrej Michněvič   |
| MS 2009 | Berlín    | Christian Cantwell | 22,03        | Tomasz Majewski   | Ralf Bartels       |
| MS 2011 | Tegu      | David Storl        | 21,78        | Dylan Armstrong   | Andrej Michněvič   |
| MS 2013 | Moskva    | David Storl        | 21,73        | Ryan Whiting      | Dylan Armstrong    |
| MS 2015 | Peking    | Joe Kovacs         | 21,93        | David Storl       | O'Dayne Richards   |
| MS 2017 | Londýn    | Tomas Walsh        | 22,03        | Joe Kovacs        | Stipe Žunić        |
| MS 2019 | Dauhá     | Joe Kovacs         | 22,91        | Ryan Crouser      | Tomas Walsh        |
| MS 2022 | Eugene    | Ryan Crouser       | 22,94        | Joe Kovacs        | Josh Awotunde      |
| MS 2023 | Budapešť  | Ryan Crouser       | 23,51 – RMS  | Leonardo Fabbri   | Joe Kovacs         |

### Ženy
| Rok     | Místo     | Zlato                  | Výkon vítěze | Stříbro                | Bronz                  |
| ------- | --------- | ---------------------- | ------------ | ---------------------- | ---------------------- |
| MS 1983 | Helsinky  | Helena Fibingerová     | 21,05        | Helma Knorscheidtová   | Ilona Slupianeková     |
| MS 1987 | Řím       | Natalja Lisovská       | 21,24 – RMS  | Kathrin Neimkeová      | Ines Müllerová         |
| MS 1991 | Tokio     | Chuang Č’-chung        | 20,83        | Natalja Lisovská       | Světlana Kriveljovová  |
| MS 1993 | Stuttgart | Chuang Č’-chung        | 20,57        | Světlana Kriveljovová  | Kathrin Neimkeová      |
| MS 1995 | Göteborg  | Astrid Kumbernussová   | 21,22        | Chuang Č’-chung        | Světla Mitková         |
| MS 1997 | Athény    | Astrid Kumbernussová   | 20,71        | Vita Pavlyšová         | Stephanie Storpová     |
| MS 1999 | Sevilla   | Astrid Kumbernussová   | 19,85        | Nadine Kleinertová     | Světlana Kriveljovová  |
| MS 2001 | Edmonton  | Janina Karolčiková     | 20,61        | Nadine Kleinertová     | Vita Pavlyšová         |
| MS 2003 | Paříž     | Světlana Kriveljovová  | 20,63        | Nadzeja Astapčuková    | Vita Pavlyšová         |
| MS 2005 | Helsinky  | Olga Rjabinkinová      | 20,51        | Valerie Viliová        | Nadine Kleinertová     |
| MS 2007 | Ósaka     | Valerie Viliová        | 20,54        | Nadine Kleinertová     | Li Ling                |
| MS 2009 | Berlín    | Valerie Viliová        | 20,44        | Nadine Kleinertová     | Kung Li-ťiao           |
| MS 2011 | Tegu      | Valerie Adamsová       | 21,24 – RMS  | Nadzeja Astapčuková    | Jillian Camarenaová    |
| MS 2013 | Moskva    | Valerie Adamsová       | 20,88        | Christina Schwanitzová | Kung Li-ťiao           |
| MS 2015 | Peking    | Christina Schwanitzová | 20,37        | Kung Li-ťiao           | Michelle Carterová     |
| MS 2017 | Londýn    | Kung Li-ťiao           | 19,94        | Anita Mártonová        | Michelle Carterová     |
| MS 2019 | Dauhá     | Kung Li-ťiao           | 19,55        | Danniel Thomas-Doddová | Christina Schwanitzová |
| MS 2022 | Eugene    | Chase Ealeyová         | 20,49        | Kung Li-ťiao           | Jessica Schilderová    |
| MS 2023 | Budapešť  | Chase Ealeyová         | 20,43        | Sarah Mittonová        | Kung Li-ťiao           |